# Heinz Reeh
Heinz Josef Reeh (* 27. Juni 1941 in Kaile, Reichsgau Sudetenland) ist ein deutscher Opernsänger (Bass).

## Leben
Heinz Reeh wurde als Sohn des gelernten Tischlers und Stellmachers Gustav Reeh (* 29. Mai 1921; † 21. April 2005 in Zempin) und Stefanie Reeh (* 5. Juni 1920; † 12. September 2010) in Kaile (Böhmen) geboren. Sein Vater geriet nach dem Zweiten Weltkrieg einige Jahre in sowjetische Kriegsgefangenschaft, während seine Mutter mit ihrem Sohn aus der böhmischen Heimat im Rahmen der Vertreibung der Sudetendeutschen nach Zempin zwangsumgesiedelt wurde. Heinz Reeh verbrachte den Großteil seiner Kindheit in Zempin auf der Insel Usedom. Im Alter von 17 Jahren zog er nach Berlin, um ein Studium antreten zu können.
Heinz Reeh studierte von 1958 bis 1965 an der Hochschule für Musik „Hanns Eisler“ Berlin bei Freiwald-Lange Gesang. Während des Studiums errang er erste Erfolge bei internationalen Gesangswettbewerben in Zwickau, Prag, Budapest und Genf.
1965 wurde Heinz Reeh an die Deutsche Staatsoper Berlin engagiert, zunächst ins Opernstudio, ab 1966 als festes Ensemblemitglied. 
Gastverträge führten ihn an die Komische Oper Berlin, die Semperoper Dresden und das Opernhaus Leipzig. Darüber hinaus unternahm er Konzertreisen nach Osteuropa, Indien, Sri Lanka, Frankreich und Schweden. 1978 wurde ihm der Titel Kammersänger verliehen.
Seit 1972 lehrte er Gesang an der Hochschule für Musik „Hanns Eisler“ Berlin, von 1993 bis zu seiner Emeritierung im Jahr 2006 als ordentlicher Professor.
1995 beendete er seine aktive Sängerkarriere und widmet sich seitdem ausschließlich seiner Lehrtätigkeit.

## Repertoire
Zu dem Gesangsrepertoire von Heinz Reeh gehören neben Liedern wichtige Opern- und Konzert – Partien des Bass-Fachs. Darüber hinaus wirkte er an Uraufführungen mit, u. a. als Thomas in Robert Hanells Oper Esther, mit der er sein Debüt an der Berliner Staatsoper gab.

## Filmografie
- 1980: Don Juan – Karl-Liebknecht-Str. 78

## Diskografie (Auswahl)
- Lieder – Songs von Mussorgski, Tschaikowski, Ravel, Ibert, Ives (mit Werner Schieke, Klavier), Berlin Classics
- Esther, Oper von Robert Hanell (UA), Partie des Thomas (mit R. Hanell u. a.)
- Die Zauberflöte; Oper von Wolfgang Amadeus Mozart, Partie des 2. Geharnischten (mit Colin Davis u. a.) Philips
- Palestrina, Oper von Hans Pfitzner, Partie des Kapellsänger, Meister der Tonkunst, Brus von Müglitz (mit O. Suitner u. a.), Berlin Classics
- La traviata, Oper von Giuseppe Verdi, Partie des Marquis d'Obigny (mit Lamberto Gardelli, Mirella Freni u. a.) Arts
- Die Meistersinger von Nürnberg, Oper von Richard Wagner, Partie des H. Schwarz (mit Herbert von Karajan u. a.) Emi Records
- Parsifal, Oper von Richard Wagner, Partie des Titurel (mit H. Fricke, Simon Estes u. a.)
- Chormusik Nr. 5 von Paul Dessau (mit Christian Ehwald, Staatskapelle Berlin u. a.), RCA